# Tulasnella calospora
Tulasnella calospora är en svampart som först beskrevs av Jean Louis Emile Boudier, och fick sitt nu gällande namn av Juel 1897. Tulasnella calospora ingår i släktet Tulasnella och familjen Tulasnellaceae.  Arten är reproducerande i Sverige. Inga underarter finns listade i Catalogue of Life.